# Pelastoneurus acutispina
Pelastoneurus acutispina är en tvåvingeart som först beskrevs av Van Duzee 1931. Pelastoneurus acutispina ingår i släktet Pelastoneurus och familjen styltflugor.
Artens utbredningsområde är Panama. Inga underarter finns listade i Catalogue of Life.